# Консепшен-Бей-Саут
Консепшен-Бей-Саут (англ. Conception Bay South) — город (с 1983 года) на острове Ньюфаундленд, провинция Ньюфаундленд и Лабрадор (Канада). Часть городской агломерации Сент-Джонса, второй по количеству жителей населённый пункт Ньюфаундленда и Лабрадора после столицы провинции (более 27 тысяч жителей в 2021 году).

## География
Город расположен на полуострове Авалон в юго-восточной части Ньюфаундленда, на юго-восточном берегу залива Консепшен. Город вытянулся вдоль побережья более чем на 30 км при ширине 5 км.
Консепшен-Бей-Саут находится примерно в 20 км от Сент-Джонса — крупнейшего города и столицы провинции Ньюфаундленд и Лабрадор — и входит в федеральный избирательный округ Сент-Джонс — Восточный и в провинциальный избирательный округ Консепшен-Бей-Саут. Консепшен-Бей-Саут также входит в городскую агломерацию Сент-Джонса. Сеть общественного транспорта связывает его с городским центром Сент-Джонса и аэропортом. В черте города расположены многочисленные пруды и озёра и хорошие океанские пляжи, что делает его популярным местом летнего отдыха для жителей Сент-Джонса.

## История
Консепшен-Бей-Саут возник в результате объединения ряда рыбацких деревень и посёлков — Топсейл, Чемберленс, Мануэлс, Лонг-Понд, Фокстрап, Келлигрюс, Аппер-Галлиз, Лоренс-Понд и Сил-Ков. Большинство из них основаны к концу XVIII века; их жители также занимались сельским хозяйством, выращивая злаковые культуры, которые затем везли на продажу в Сент-Джонс.
Статус города был получен в 1973 году (согласно Энциклопедии Ньюфаундленда и Лабрадора — в 1971 году). В 2011 году перепись населения Канады показала, что Консепшен-Бей-Саут перегнал по населению Маунт-Перл, став вторым по количеству жителей населённым пунктом Ньюфаундленда и Лабрадора после Сент-Джонса. За пять лет с предыдущей переписи населения число жителей Консепшен-Бей-Саута выросло на 13 %, почти на 3000 человек.

## Население и администрация
Согласно переписи населения 2021 года, в Консепшен-Бей-Сауте проживало около 27,2 тысячи человек — рост на 3,7 % по сравнению с 2016 годом. При площади 59,7 км² плотность населения составляет порядка 455 человек на квадратный километр. Средний возраст жителей 41,8 года, медианный — 43,2 года; население моложе, чем в среднем по провинции (где средний возраст составляет 45,5, а медианный — 48,4 года). Из населения города 16 % составляют дети и подростки в возрасте до 14 лет включительно, 17,5 % — люди пенсионного возраста (65 лет и старше).
63 % жителей города в возрасте 15 лет и старше состоят в зарегистрированном или незарегистрированном браке, около четверти жителей в этой возрастной категории холосты, 10 % разведены и 5 % вдовы. Средний размер семьи — 2,8 человека, примерно в половине семей два человека, в четверти — три и ещё в четверти четыре-пять. В 15 % семей только один родитель.
Для абсолютного большинства жителей родным является английский язык, 7 % владеют также французским — вторым официальным языком Канады. Менее чем для 200 человек родным является какой-то другой язык. Менее 400 горожан — иммигранты из других стран (преимущественно из Великобритании и США и в основном живущие в Канаде как минимум с 1970-х годов).
В 2021 году 11 % жителей в возрасте старше 15 лет имели среднее специальное образование, около 30 % окончили колледж или другое заведение продолженного образования, не дающее учёной степени, и 17 % имели учёную степень бакалавра и выше.
В Консепшен-Бей-Сауте действует собственный городской совет, насчитывающий девять депутатов, включая мэра. Три депутата представляют отдельные избирательные округа, остальные избираются в целом от города.

## Экономика
На территории Консепшен-Бей-Саута имеются коммерческий порт и промзона. Среди отраслей хозяйства также рыболовство (в ограниченных масштабах), лесозаготовки, фермерские хозяйства и индустрия услуг. Значительная часть населения ездит на работу в Сент-Джонс.
В общей сложности в городе по состоянию на 2016 год насчитывается около 11 тысяч домохозяйств. Средний размер домохозяйства — 2,5 человека. Медианный доход на домохозяйство в 2020 году составлял 94 тысячи канадских долларов (79,5 тысяч после вычета налогов), что значительно выше, чем в среднем по провинции (соответственно 71,5 и 63,2 тысячи долларов). Уровень безработицы в 2021 году составлял 11 %, 8 % жителей относились к категории населения с низким уровнем доходов.